# Bedřich Veverka
Bedřich Veverka v německé produkci též Friedrich Walldorf (8. října 1894, Praha – 20. března 1960 tamtéž) byl český herec.

## Život
Narodil se v Praze 8. října 1894 do česko-německé rodiny úředníka podniku Škoda. 
Po absolvování německých škol jej herec Alois Sedláček přesvědčil ke studiu herectví v Berlíně. Poté působil u německých a později českých divadel v Podmoklech, Vratislavi, Brunšviku a Berlíně a od roku 1922 v Praze (Švandovo divadlo na Smíchově a Vinohradské divadlo). U filmu se poprvé objevil v roce 1924 v němé crazy komedii Chyťte ho! Karla Lamače v malé roli Johnyho. Ve zvukovém filmu vystoupil roku 1933, opět v Lamačově režii v melodramatu Jindra, hraběnka Ostrovínová. 
Za nacistické okupace hrál v německých filmech pod jménem Friedrich Walldorf, za což byl mu po válce byla dočasně znemožněna herecká činnost. Teprve po několika letech s mohl vrátit k filmu pod vedením Václava Kršky. Dále účinkoval jako člen pražské Alhambry a Městského divadla ve Slaném, divadla S. K. Neumanna a v posledních letech krátce též v Divadle ABC. 
Bedřich Veverka zemřel v Praze 20. března 1960 a byl pochován na Vinohradském hřbitově.